# Shasta County
Shasta County er et amt beliggende i den nordlige del af den amerikanske delstat Californien. Hovedbyen i amtet er Redding. I år 2010 havde amtet 177.223 indbyggere.

## Historie
Amtet blev grundlagt 18. februar 1850 som ét af Californiens oprindelige amter. I 1852 blev noget af arealet i nord givet til Siskiyou County, og i 1856 fik Tehama County en bid i syd.
Det er opkaldt efter den 4.322 meter høje vulkan Mount Shasta.

## Geografi
Ifølge United States Census Bureau er Shastas totale areal på 9.964,8 km², hvoraf de 161,2 km² er vand. 

### Grænsende amter
- Tehama County - syd
- Trinity County - vest
- Siskiyou County - nord
- Modoc County - nordost
- Lassen County - øst
- Plumas County - sydost

### Byer i Shasta
| - Anderson - Redding - Shasta Lake City |